# Aethionema acarii
Aethionema acarii là một loài thực vật có hoa trong họ Cải. Loài này được Gemici & Leblebici mô tả khoa học đầu tiên năm 1995.